# Palazzo di Giustizia (Crotone)
Il Palazzo di Giustizia è un edificio situato in piazza Luigi Calabresi a Crotone, sede del Tribunale e della Procura della Repubblica.

## Descrizione
L'edificio occupa una superficie totale di circa 2.300 m² (0,23 ha) e si compone di cinque piani fuori terra e un seminterrato, senza particolari modifiche strutturali di rilievo.